# Povstání Jang Jing-lunga
Povstání Jang Jing-lunga je označení pro vzpouru Jang Jing-lunga, náčelníka kmenů Miao na pomezí mingských provincií Chu-kuangu, Kuej-čou a S’-čchuanu v jihozápadní Číně, proti vládě mingského císaře Wan-liho v 90. letech 16. století.
Problémy mingských úřadů s Jang Jing-lungem trvaly od roku 1587. Otevřené boje započaly roku 1590 a trvaly – s přestávkou na jednání roku 1594 – celá devadesátá léta až do roku 1600. Bezprostředně po skončení korejské války byl potlačením Jangovy vzpoury pověřen úředník s vojenskými zkušenostmi Li Chua-lung, který roku 1599 dorazil do Čchung-čchingu a pečlivě naplánoval jarní ofenzivu. Boje roku 1600 trvaly 104 dnů, podle Li Chua-lungovy závěrečné zprávy bylo zabito přes 22 tisíc rebelů, Jang Jing-lung spáchal sebevraždu a jeho država začleněna do standardního čínského správního systému.

## Rod Jang a Jang Jing-lung
Rod Jang, potomci tchangského generála z 9. století, ovládal horskou oblast na pomezí Chu-kuangu, Kuej-čou a S’-čchuanu o rozloze přes 300 km ve východozápadním směru a o něco méně v severojižním. Centrum regionu leželo v Po-čou. Rod ovládal zmíněné území po mnoho staletí a přestože byl původem čínský, časem se asimiloval a ztotožnil s místními miaoskými kmeny. Za vlády jüanského chána a císaře Kublaje (ve druhé polovině 13. století) dostali titul süan-wej š’ („usmiřující komisař“) Po-čou. V říši Ming náčelníci z rodu Jang podrželi titul usmiřujícího komisaře, obdrželi vedlejší třetí úřední hodnost a byli povinni co tři roky odevzdat 200 tun dřeva a další dodávky včetně koní. Vedle rodu Jang však v regionu působily i další vlivné rody a jejich spory čas od času musely uklidňovat mingské úřady.
Jang Jing-lung zdědil postavení po smrti otce roku 1571. Vyznamenal se na mingské straně v bojích s jinými domorodci a Tibeťany. Obdržel uznání mingského dvora za kvalitu dodaného dřeva. Přes obviňování některých úředníků byl jako úspěšný velitel povýšen na regionálního vojenského komisaře, přičemž obdržel hlavní třetí hodnost (3a). Byl však ještě ambicióznější a mingské oddíly považoval za slabé. Zapojil se do sporů místních kmenů Miao s čínskými kolonisty útoky proti prvním. Vláda v Pekingu zprvu žádosti místních úřadů o zásah odmítala s tím, že jsou důležitější problémy k řešení, a Jang Jing-lung jen hledá příležitost jak se vyznamenat. Nicméně ministerstvo vojenství dostalo příkaz vyšetřit situaci a reorganizovat místní správu.

## Povstání

#### Nepokoje a boje, obrana mingských oddílů (1587–1599)
Nepokoje začaly již roku 1587, když pod vlivem nové oblíbené konkubíny vypověděl svou dosavadní první manželku a následně vyvraždil její rodinu a začal drancovat v regionu. Postižený rod si stěžoval provinčním úřadům.
Roku 1590 započaly otevřené boje Miaoů Jang Jing-lunga se znepřátelenými rody, které si vynutily pozornost mingských úřadů. Pacifikační komisař v Kuej-čou Jie Meng-siung Janga obvinil ze 24 zločinů, nicméně regionální inspektor v S’-čchuanu Li Chua-lung navrhl, s ohledem na minulé zásluhy, Janga omilostnit, záležitost potom uvázla v Pekingu v meziresortních konzultacích. Ozbrojené srážky v regionu pokračovaly, Jie Meng-siung proto žádal vojenské tažení proti Po-čou. Jang Jing-lung se však podřídil a začátkem roku 1593 se vydal s’čchuanským úřadům, u kterých zřejmě doufal v měkčí přístup než v Kuej-čou. Začátkem roku 1593 byl však – neočekávaně – v Čchung-čchingu odsouzen k smrti. Reagoval nabídkou vyplatit se 20 tisíci liangů (746 kg) stříbra, postavit 5000 vojáků a osobně je vést do války v Koreji. Mingský císař Wan-li souhlasil a velitelé vojsk v Koreji netrpělivě očekávali příchod miaoských posil.
Jang se po návratu domů, vrátil také se ke starému způsobu života, plenil řadu prefektur a okresů, a ignoroval závazky vůči mingským úřadům. Místní mingští úředníci psali poplašná hlášení do Pekingu, a na jaře 1594 velký koordinátor Wang Ťi-kuang, zodpovědný za bezpečnost S’-čchuanu, vytáhl proti Jangovi s vojskem. Zaútočil ze tří směrů, když mingští vojáci dosáhli průsmyku Lou-šan, Jang Jing-lung vyslal vyjednavače s nabídkou podřízení se, vzápětí na uklidněné a proto nepřipravené mingské kolony ze zálohy zaútočila Jangova armáda a rozprášila je. Mingská armáda utrpěla těžké ztráty a přišla o téměř všechny zásoby. Wang Ťi-kuang byl poté odvolán z funkce; císař náhradou jmenoval Tchan Si-s’a usmiřovacím komisařem S’-čchuanu a Sing Ťiea nejvyšším velitelem cung-tu v Kuej-čou. Plánovalo se nové tažení proti Po-čou, ale bylo odloženo kvůli nemoci regionálního velitele vojsk S’-čchuanu Liou Čcheng-š’a.
Sing Ťie přijel do S’-čchuanu začátkem roku 1595 a vyzval Janga ke kapitulaci, chce-li si zachránit život. Také místní mocné rody podporovaly válku s Jangem, doufajíce v jeho zničení. V létě 1595 čchungčchingský prefekt Wang Š’-čchi zahájil soudní proces nad Jangem. Ten zprvu vyslal k mingským úřadům svého bratra a po měsíci se dostavil i sám. Souzen byl s 12 pobočníky, kteří dostali trest smrti a byli popraveni, nicméně Jang se vykoupil za 40 tisíc liangů stříbra s tím, že odstoupí ve prospěch nejstaršího syna Jang Čchao-tunga a další syn Jang Kche-tung se jako rukojmí dostaví do Čchung-čchingu. Císař tím považoval věc za vyřešenou a odměnil zúčastněné velitele, Wang Š’-čchi byl povýšen na pacifikačního komisaře východního S’-čchuanu.
Jang Jing-lung se po propuštění a návratu domů opět vrátil k násilnostem a navíc Jang Kche-tung v Čchung-čchingu zemřel. Jang Jing-lung poté odmítl platit slíbené výkupné, a do roka stál v čele nájezdů na Chu-kuang, S’-čchuan a Kuej-čou a dokonce se v Po-čou prohlásil císařem. Jeho miaoští válečníci byli stateční a znali terén, měli však horší výzbroj než mingské armády a neobstáli proti disciplinované a organizované armádě. V počátcích bojů úspěšně používali partyzánskou taktiku a postupem času získali mingské zásoby a zbraně od poražených oddílů a vypleněných pevnůstek a skladů. V dalších třech letech jeho na sto tisíc miaoských válečníků šířilo strach v širokém okolí. Mingské oddíly se jen bránily.
Císař Wan-li, soustředěný na válku v Koreji, řešení problémů na relativně okrajovém jihozápadě říše odsouval. Do regionu vyslal jako pacifikačního komisaře Ma Čchien-s’a, který měl rodinné vazby na Janga. Na druhé straně Wang Š’-čchi byl roku 1598 přeložen do Koreje. Poté Jang plenil vládní základny v S’-čchuanu i Chu-kuangu, ničil vládní poštovní stanice i vsi svých místních nepřátel. Tchan Si-s’ si vyžádal posily k potlačení rebelů a dostal 2000 mužů, které rozmístil v důležitých bodech.

#### Posilování mingských jednotek (1599–1600)
Až od začátku roku 1599, s ukončením války v Koreji, se Wan-li začal věnovat záležitostem jihozápadu říše systematičtěji. Současně na jaře 1599 pacifikační komisař Kuej-čou Ťiang Tung-č’ sebral proti rebelům 3000 mužů, v jihovýchodním S’-čchuanu však padli do pasti a byli zničeni. Císař poté Ťiang Tung-č’a nahradil zkušeným úředníkem Kuo C’-čangem. Bývalý vedoucí kontrolního úřadu Li Chua-lung byl povýšen na náměstka ministra vojenství a pověřen řízením vojenských záležitostí S’-čchuanu, Chu-kuangu a Kuej-čou. Císař také poslal do S’-čchuanu skupinu generálů a důstojníků z Koreje. Li přijel do S’-čchuanu v létě 1599 a začal verbovat vojáky a budovat obranná postavení. Jang zatím pokračoval v útocích, disponoval přitom již 80 tisíci muži. Dne 7. srpna mingský velitel Čang Liang-sien zaskočil a rozdrtil oddíl povstalců, poté však byl nucen ustoupit do Čchi-ťiangu na pomezí S’-čchuanu a Kuej-čou, rebelové město oblehli, s pomocí vlastního dělostřelectva dobyli a mingskou posádku pobili včetně jejího velitele. Jang poté rozpoutal sérii nájezdů na široké okolí, prohlásil se usmiřujícím komisařem Čuangů, obsazené území rozděloval mezi své stoupence a začal vybírat daně.
Císař Wan-li po dobytí Čchi-ťiangu rebely odvolal Tchan Si-s’a a Ťiang Tung-č’ a degradoval je na prosté poddané. Naopak rozšířil pravomoci Li Chua-lunga. Na mingské straně poté boj řídili Li Chua-lung a Kuo C’-čang jako vedoucí civilní úředníci. Vedoucí roli měl přitom Li Chua-lung, který rozhodoval o celkovém plánování, strategii a rozdělování zásob a materiálu. K hlavním mingským generálům patřil Li Žu-mej, který s Kuo C’-čangem mobilizoval čínské i domorodé vojáky a budoval obranné pozice kolem povstaleckého území. Po návratu z Koreje byl ke štábu Li Chua-lunga přidělen i na jihozápadě známý a obávaný generál Liou Tching (zvaný „Velký meč“; měl vztahy s rodinou Jang Jing-lunga z dob, kdy v regionu sloužil on i jeho otec). Další důležití generálové byli odborník na střelné zbraně, pušky a děla, Čchen Lin, který v Koreji sloužil pod admirálem I Sun-sinem, a Ma Kuej a Wu Kuang, kteří vynikali osobní statečností.
Srážky s rebely trvaly zbytek roku, přičemž ti útočili i na velká města – Čchung-čching a Čcheng-tu. Císař zatím vyzýval rebelské vůdce k podřízení se, s tím že se mají sami rozhodnout, zda budou na straně zrádného Jang Jing-lunga nebo ho zabijí a uchovají si postavení. Císař také přikázal ministerstvu vojenství zmobilizovat vojáky z Šen-si, Kan-su, Jen-sueje, a Če-ťiangu. Koncem roku 1599 císař přikázal Li Chua-lungovi přeusnout se do z Čchung-čchingu řídit mobilizaci sil ze S’-čchuanu, Chu-kuangu a Kuej-čou a napsal dopisy místním kmenovým náčelníkům, aby zajistil jejich spolupráci. Jang Jing-lung vyslal na mingská území špiony a začal ničit dopravní infrastrukturu, mosty a cesty, a opevňovat své území. Na přelomu let 1599/1600 mingské oddíly zahájily postup proti rebelům a vypuklo množství menších srážek s povstalci. Jangovi miaoští válečníci byli zpočátku úspěšní, jejich oddíly vypálily řadu měst podél s’čchuansko-kuejčouské hranice a načas přerušily některé mingské komunikace. Záhy se ale projevila mingská převaha a mingská vojska začala vítězit a postupovat. Mingské jednotky byly stále posilované, nakonec měla mingská armáda 240 tisíc vojáků z celé říše včetně oddílu sestaveného ze zajatých Japonců. Jang Jing-lung se proti převaze mingských vojsk, mnohem lépe vyzbrojených střelnými zbraněmi, snažil zmobilizovat domorodé válečníky, kterých koncem roku 1599 shromáždil snad až 150 tisíc. Nicméně i mingské armády se z velké části skládaly z místních domorodců.

#### Závěrečná mingská ofenzíva (1600)
Po všestranných přípravách v březnu 1600 Li Chua-lung na poradě v Čchung-čchingu určil celkovou strategii: rozdělil mingské síly na osm armád, každá měla 30 tisíc vojáků, 30 % čínských a 70 % domorodých, většinou Miaoů. Armády měly zaútočit z různých směrů ve snaze povstalce rozdělit a zničit po částech. Čtyři armády měly vyrazit ze S’-čchuanu, přičemž nejdůležitější útok na rebely silně opevněný Čchi-ťiang vedl sečuánský regionální velitel Liou Tching. Tři armády měli postupovat z Kuej-čou a poslední z Chu-kuangu. Kuo C’-čang řídil operace v provincii Kuej-čou z jejího hlavního města Kuej-jangu, pacifikační komisař S’-čchuanu Č’ Kche-ta dohlížel na tuto provincii a Ťiang Tuo jako velký koordinátor v Pchien-jüanu kontroloval jižní Chu-kuang.
Dne 26. března 1600 zahájilo osm mingských armád ofenzivu. Mingští generálové se shodli v preferenci pomalého postupu s tím, že je nutno zajistit komunikace a týl a nevěřit povstalcům, kteří se vzdají. Systematicky zatlačovali nepřítele v sérii menších střetnutí, ve kterých mingská dělostřelba opakovaně ničila palisády, kterými se rebelové pokoušeli opevnit klíčové průsmyky. V polovině dubna Jang Čchao-tung v čele několika desítek tisíc mužů zaútočil na armádu Liou Tchinga. Liou se postavil do první řady svého vojska, v jedné ruce peníze, v druhé meč, a křičel na nepřátelské Miaoy „kdo mne poslechne, bude odměněn, kdo ne, pocítí ostří mého meče“. Miaové na to zpanikařili a se slovy „Velký meč Liou“ je zde" začali prchat. Jang Čchao-tung z následné porážky stěží vyvázl životem. Poté se povstalci již nevymanili z obrany. Postup mingských vojsk však nebyl lehký, v horském terénu se povstalci dovedně bránili, budovali palisády v průsmycích, útočili ze zálohy, v jednom případě podsekli most s mingskými vojáky. Nicméně mingské armády postupovaly dále, místo stržených mostů stavěly pontonové, využívaly převahu ve střelných zbraních.
V polovině května 1600 se armáda Liou Tchinga natolik přiblížila k jádru povstaleckého území, že Jang Jing-lung vytáhl v čele vojsk do bitvy, Liou rozdělil své vojsko do dvou křídel a sevřel protivníka mezi ně, Jang byl poražen a ustoupil do Chaj-lung-tchunu, pevnosti tak nepřístupné, že se říkalo, že do ní pronikne jen opice nebo pták. Začátkem června mingské oddíly Chaj-lung-tchun obklíčily, v polovině měsíce útočníky zastavil týdenní déšť, který rozbahnil terén, po zlepšení počasí do 28. června mingské oddíly obsadily předsunuté pozice povstalců a poté zahájily dobývání vlastní pevnosti. Jang Jing-lung měl v Chaj-lung-tchun 17 tisíc mužů. Pevnost padla v závěrečném útoku 15. července, V beznadějné situaci Jang Jing-lung spáchal sebevraždu.

## Důsledky
Podle oficiálního hlášení padlo 22 687 povstalců, 1 124 jich bylo zajato, zajato bylo i 5 539 civilistů, vzdalo se 126 211 Miaoů, osvobozeno bylo 1 614 vězňů a ukořistěno 767 kusů dobytka a 4 444 zbraní. Válkou zasaženým oblastem byly prominuty nedoplatky daní.
Území dosud spravované rodem Jang bylo rozděleno a reorganizováno na dvě prefektury, Cun-i, začleněnou do S’-čchuanu, a Pching-jüe, připojenou ke Kuej-čou. V následujícím desetiletí na jihozápadě mingské vojenské akce pokračovaly celkem úspěšně, když zlikvidovaly několik menších revolt a umožnily tak kolonizaci území. Ve snaze znemožnit opakování takto rozsáhlé vzpoury mingské úřady zorganizovaly systematické počínštění regionu – jeho kolonizaci Číňany, budování škol a reorganizaci domorodých úřadů ve standardní čínské okresy a kraje.